# Étienne-Géry Lenglet
Étienne-Géry Lenglet, né le 25 mars 1757 à Arras et mort le 18 octobre 1834 à Douai, est un homme de lettres et homme politique français.

## Biographie
Avocat à Arras avant la Révolution, il occupe diverses fonctions publiques, suit le parti girondin et proteste contre le 31 mai. 
Élu, le 24 germinal an VI, député du Pas-de-Calais au Conseil des Anciens, il incline vers le royalisme. Il se montre d'abord opposé au Coup d'État du 18 Brumaire de Bonaparte, et interpelle fermement celui-ci lors de la séance du 19 brumaire au Conseil des Anciens, le rappelant au respect de la constitution. Il se rallie ensuite au fait accompli, et accepte, le 7 messidor an VIII, le poste de président du tribunal d'appel de Douai. 
Il échange ce titre, le 6 avril 1811, contre celui de président de chambre à la cour impériale. Il conserve ce poste sous la Restauration comme sous le gouvernement de Juillet.
Il est le père de Lucien-Thrasybule Lenglet.

## Publications
- Essai ou Observations sur Montesquieu (1792)
- Essai sur la legislation du mariage et sur le divorce (1792)
- Rêveries diplomatiques après la prise de la Hollande
- De la propriété (1798)
- Introduction à l'histoire, ou Recherches sur les dernières révolutions du globe et sur les plus anciens peuples connus (1812)
- Histoire de l'Europe et des colonies européennes depuis la Guerre de Sept ans jusqu'à la Révolution de Juillet 1830 (1840)

## Sources
- « Étienne-Géry Lenglet », dans Adolphe Robert et Gaston Cougny, Dictionnaire des parlementaires français, Edgar Bourloton, 1889-1891 [détail de l’édition]